# Генри (имя)
Ге́нри, Хе́нри (англ. Henry) — английское мужское личное имя (а также фамилия). 

## История
Происходит от старофранцузского имени Генри (современное Анри), унаследованного в свою очередь от германского имени Haimric (немецкое Генрих), которое образовалось из слов haim («дом») и ric («власть, правитель»). Сокращённая форма этого имени — Гарри — в средневековой Англии считалась разговорной формой. Большинство английских королей по имени Генри называли Гарри. В своё время имя было настолько популярно для английских мужчин, что фраза «Том, Дик и Гарри» обозначала условного человека вообще. Женскими формами этого английского имени являются Гарриет и Генриетта.
Имя «Генри» всегда было популярным в англоязычных странах на протяжении веков. Оно входило в топ-100 самых популярных имён для мальчиков, родившихся в Соединённых Штатах, Англии, Уэльсе и Австралии в 2007 году. Оно было 46-м по распространённости среди имён мальчиков и мужчин в Соединённых Штатах по переписи 1990 года. Его сокращённая форма «Гарри» была пятым среди самых популярных имён мальчиков в Англии и Уэльсе в 2007 году и входит в число первых 50 имен в Ирландии, Шотландии и Северной Ирландии за последние годы. Имя «Гарри» заняло 578 место среди самых популярных имён США в 2007 году.
По одной из версий, название континента Америка, возможно, происходит от имени исследователя, путешественника и картографа Америго Веспуччи; Америго — одна из вариаций имени (Америго — Эмерих — Хенрих — Генри).

## В других языках
- Аймерик, Гарри, Гаррисон, Гериот, Герриот, Харрис, Хендерсон, Хэнк, Хэл, Эмери (английский)
- Америго, Арриго, Рико, Энжио, Энрико (итальянский)
- Америко, Инрике, Квинт, Кике, Кико, Энрике (испанский)
- Америко, Энрике (португальский), (галисийский)
- Аннраой, Анрай, Эйнри (ирландский)
- Аэнрихус, Хенрикус (латынь)
- Гениек, Генио, Генрик (польский)
- Генрик, Гендрик, Генрих (русский)
- Генрих, Хайнрик, Хайнц, Хендрик, Хейке, Хейко, Хейнер, Хеннинг, Хенрик (немецкий)
- Имре, Хенрик (венгерский)
- Йиндржих (чешский)
- Парри, Харри (валлийский)
- Харри, Хейки, Хейкки, Хейно, Хендрик, Хенри, Хенрик (эстонский)
- Харри, Хейкки, Хенри, Хенрикки (финский)
- Хейке, Хейко (фризский)
- Хендрик, Хейке, Хейко, Хейн, Хейно, Хэнк, Хенни, Хеннинг (нидерландский)
- Хеннинг, Хенрик (норвежский)
- Хенри (турецкий)
- Хенри, Эмери, Эмерик, Анри (французский)
- Хенрик (хорватский), (датский), (словенский), (шведский), (румынский)
- Хенрикас, Геркус (литовский)
- Херш (идиш)
- Хинрик (исландский)
- Эймерик, Энрик (каталанский)
- Эндика (баскский)
- Энрайг (шотландский)
- Эррикос (греческий)

### Известные по имени
- Принц Генри Уэльский — британский принц.

### Вымышленные персонажи
- «Ужасный Генри» — серия книг английской писательницы Франчески Саймон и телесериал, снятый по этим книгам.